# 哈曼尼角

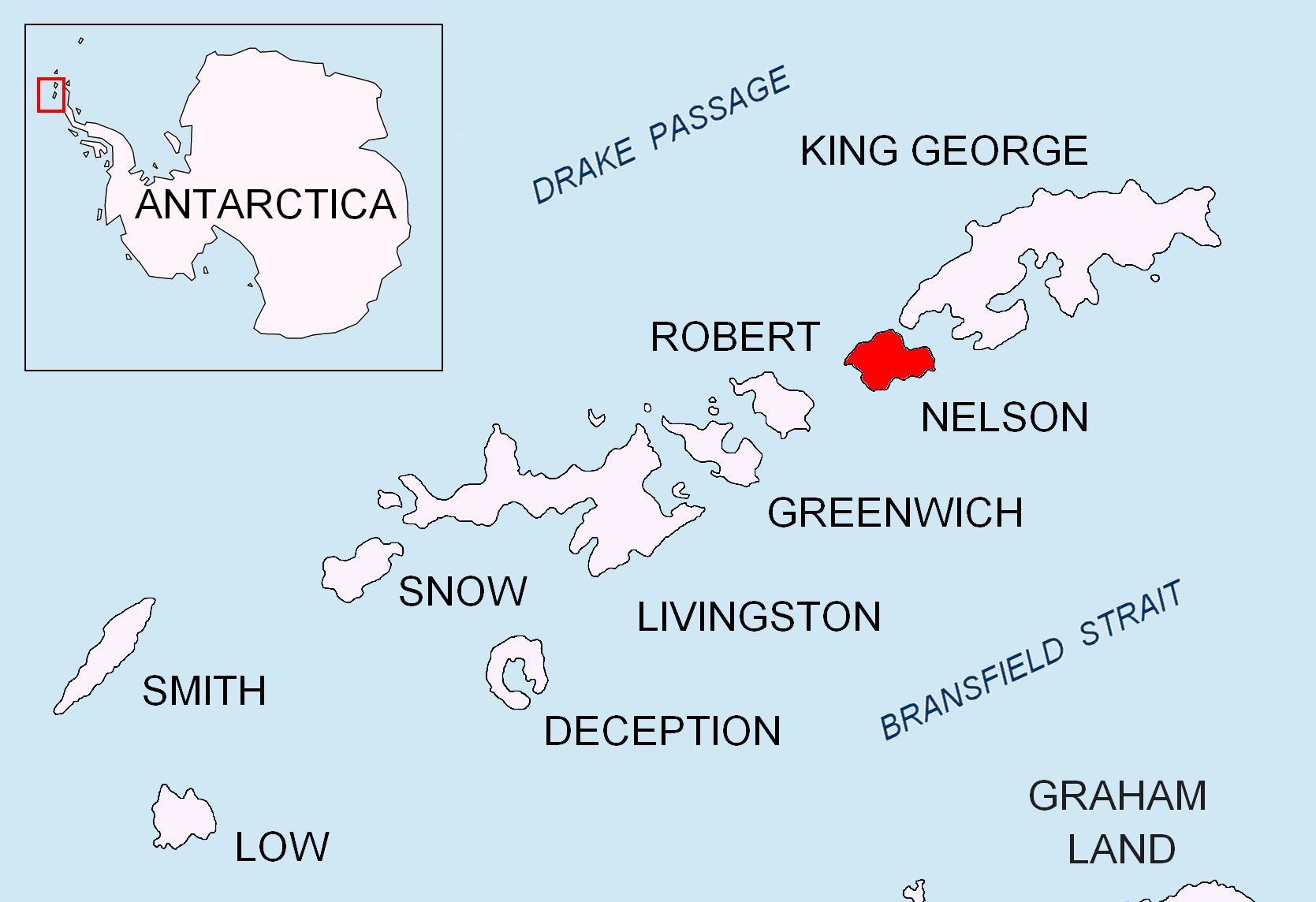

哈曼尼角是南極洲的海岬，位於南設得蘭群島中納爾遜島西端，面積34.53平方公里，該地區被國際鳥盟列為重點鳥區，現時由南極條約體系管理。

## 外部連結
- SCAR Composite Antarctic Gazetteer（页面存档备份，存于）.

62°18′22″S 59°14′36″W / 62.30611°S 59.24333°W